# Hannah Cohen
Pour les articles homonymes, voir Cohen.
Hannah Floretta Cohen, née à Londres le 25 mai 1875 et morte à Hindhead, dans le Surrey, le 21 novembre 1946 est une fonctionnaire et une philanthrope britannique. Elle est vice présidente, puis présidente du Jewish Board of Guardians (en) de 1930 à 1940.

## Biographie
Hannah Cohen est la fille de Benjamin Louis Cohen (en), homme d'affaires, député conservateur à Westminster de Islington East, de 1892 à 1906, et l'un des leaders laïcs de la communauté juive britannique, et de Louisa Emily Merton, personnalité cultivée élevée en partie en France. La famille vit à Hyde Park Gardens et à la campagne, à Shoreham, dans le Kent, dans une maison conçue par l'architecte Spencer Chadwick. Hannah et ses trois frères et sœurs font leurs études à l'université de Cambridge. Hannah Cohen est d'abord pensionnaire à Rodean School, dans le Kent, puis fait ses études universitaires à Newnham College, de 1894 à 1897.
Durant la Première Guerre mondiale, elle travaille dans un service du Home Office (1916-1917) puis au département des finances (1917-1920), devenant la première femme à accéder à un emploi de haut fonctionnaire dans ce cadre. Son travail lui vaut d'être faite officière de l'ordre de l'Empire britannique (OBE). 

### Engagement dans leJewish Board of Guardians
C'est surtout à son action au sein de l'organisation caritative, le Jewish Board of Guardians (en) qu'elle doit sa notoriété. Son père, Benjamin Cohen, en a été le président, puis c'est Lionel Louis Cohen, un cousin d'Hannah qui lui a succédé. Cet organisme se trouve confronté dans les années 1880 et 1890 à l'afflux de réfugiés juifs de Russie dans des conditions très difficiles, et doit prendre des mesures pour faire face, certaines de leurs propositions sont très impopulaires, ainsi celle qui consiste à rapatrier les réfugiés. Ils doivent également se positionner à l'égard de la loi de 1905 concernant l'accueil des réfugiés (« 1905 Aliens Act »). Hannah est la première femme élue au conseil d'administration de l'organisme, en 1900 et elle suit de près les actions caritatives. Elle est nommée successivement aux fonctions de secrétaire honorifique, en 1921, puis vice-présidente en 1926, et devient présidente en 1930, ce qui représente une « étape importante » dans l'histoire des femmes juives du Royaume-Uni. Elle s'attache à restaurer la réputation du Jewish Board of Guardians, et à rétablir ses valeurs initiales, notamment en mettant en place des actions de prévention de la pauvreté. Elle prend la décision de demander des financements publics, par exemple en lançant un appel aux dons radiodiffusé en 1929. Les actions de l'organisation caritative s'organisent autour de l'aide aux personnes malades, sans travail ou encore âgées. Les Guardians s'investissent dans les questions en lien avec le logement et les services de santé, particulièrement pour les femmes et les enfants. 
Hannan Cohen est également membre de plusieurs conseils d'administration de son ancienne école Roedean School, de Newnham College, du collège horticole de Swanley dans le Kent, de l'orphelinat juif de Norwood, ou encore du College for Working Women de l'University College de Londres. Elle meurt dans une maison de santé, à Hindhead, dans le Surrey, le 21 novembre 1946.

## Distinctions
- Officier de l'ordre de l'Empire britannique